# عنق عظم الفخذ
عنق عظم الفخذ (بالإنجليزية: Femur neck)‏ هو بروز عظمي هرميّ الشكل ومسطّح يربط بين رأس الفخذ وجسم عظم الفخذ ، ويُشكّل مع جسم عظم الفخذ زاوية منفرجة تنفتح باتجاه وسطي (إنسي) إلى داخل الجسم (medialward).

## البنيان
عنق عظم الفخذ مفلطح (مسطّح) من الخلف، ومنكمش في الوسط، وهو أكثر وسعاً في الجهة الوحشية (الخارجية) عن الجهة الإنسية (الداخلية).
على طول الجزء العلوي من خط تقاطع السطح الأمامي مع رأس عظم الفخذ يوجد ثلم (أخدود) ضحل، يكون أكثر وضوحاً عند المسنين. تنزل في هذا الأخدود الألياف الدُوَيْرِيّة للمحفظة المفصلية لمفصل الورك (بالإنجليزية: Capsule of hip joint)‏.
- النصف الوحشي (الخارجي) له قطر رأسي (علوي-سفلي) أكبر بسبب ميلان الحافة السفلية، التي تنحدر نزولا لتنضم إلى جسم عظم الفخذ عند مستوى المدور الصغير، بحيث تزداد بمقدار الثلث عن القطر الأمامي-الخلفي.
- النصف الإنسي (الداخلي) والأقرب لرأس عظم الفخذ، أصغر وذو شكل دائري.

### الأسطح
- السطح الأمامي من عنق عظم الفخذ مُثَقِّب بالعديد من ثقوب الأوعية الدموية.
- السطح الخلفي ناعم وأعرض وأكثر تقعراً من السطح الأمامي، ويتصل عليه الجزء الخلفي للمحفظة المفصلية لمفصل الورك مرتفعاً بحوالي 1 سم فوق العرف بين المدورين (بالإنجليزية: Intertrochanteric crest)‏.

### الحواف
- الحافة العليا قصيرة وسميكة، وتنتهي في المدور الكبير من الناحية الإنسية (الخارجية). و سطحه مثقّب بثقوب كبيرة.
- الحافة السفلية طويلة وضيقة، وتنحني إلى الوراء قليلا، لتنتهي عند المدور الصغير.

## زاوية الميل

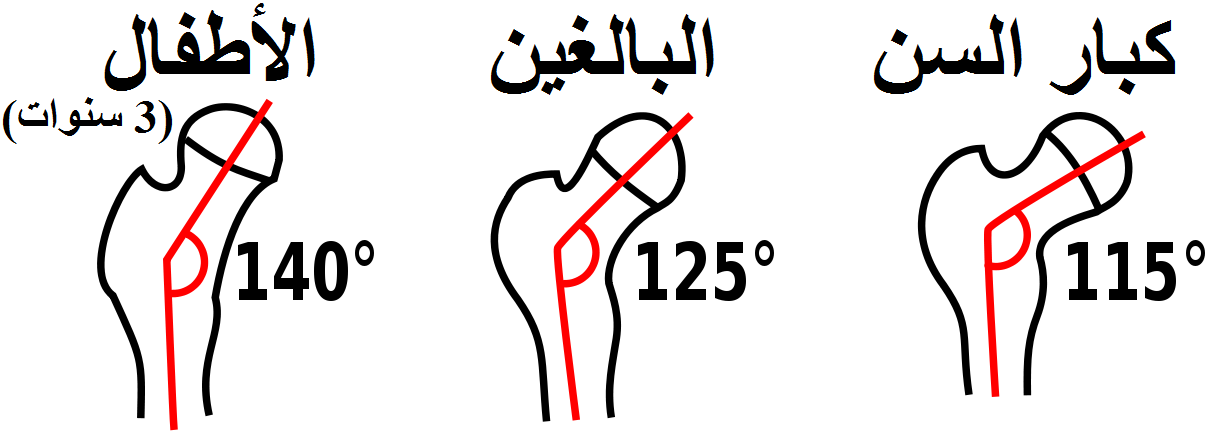
زاوية الميل في عنق عظم الفخذ.

تكون زاوية الميل أوسع في مرحلة الطفولة، وتقلّ أثناء النمو، حتي تشكل عند البلوغ منحنياً ناعماً من محور جسم العظم. في البالغين، يشكل عنق عظم الفخذ زاوية قدرها نحو 125° درجة مع جسم العظم، ولكن هذا يتباين عكسيا مع تطوّر الحوض وقامة الشخص. تقل الزاوية أثناء فترة النمو، ولكن بعد أن تم تحقيق النمو الكامل فإنه عادة لا يخضع أي تغيير، حتى في سن الشيخوخة. ولكن ذلك يختلف إلى حد كبير بين الأشخاص المختلفين من نفس الفئة العمرية.
في الإناث، نتيجة لزيادة عرض الحوض عندهن، يُشكّل عنق عظم الفخذ زاوية قدرها 90° درجة تقريباً مع الجسم، أكثر مما يحدث في الذكور.
بالإضافة إلى بروز عنق عظم الفخذ صعودا باتجاه الداخل (إنسياً) من جسم عظم الفخذ، فإنه يبرز أيضاً إلى حد ما إلى الأمام بدرجات متفاوتة للغاية، ولكنها في المتوسط تكون من 12° درجة إلى 14° درجة.

## صور إضافية

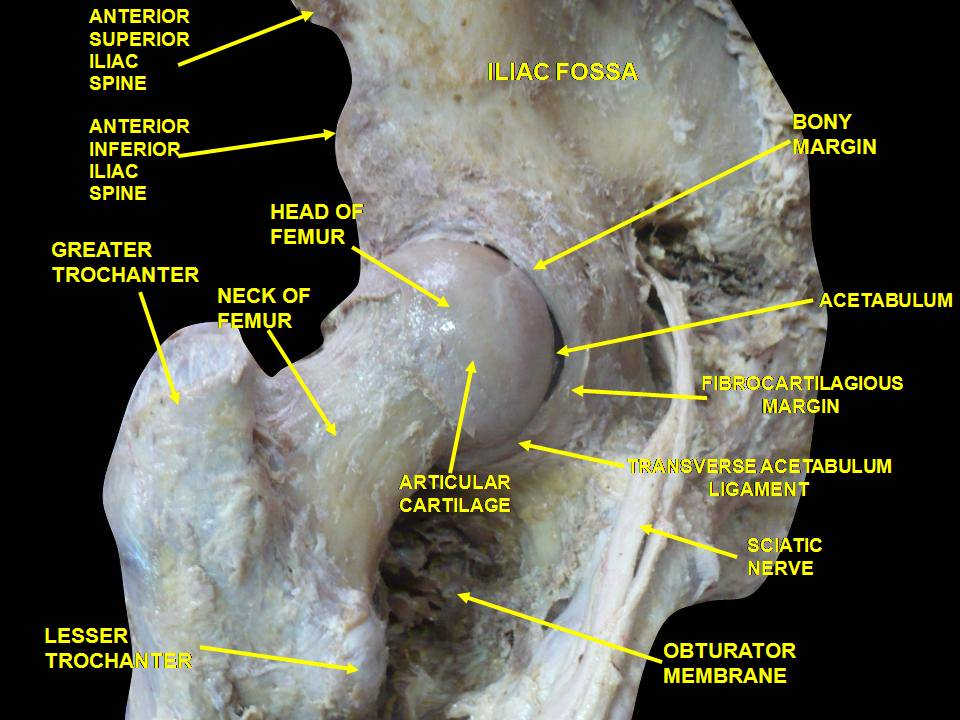
مفصل الفخذ ، عرض وحشي (جانبي) ، حيث يُرى عنق عظم الفخذ مؤشراً بـneck of femur
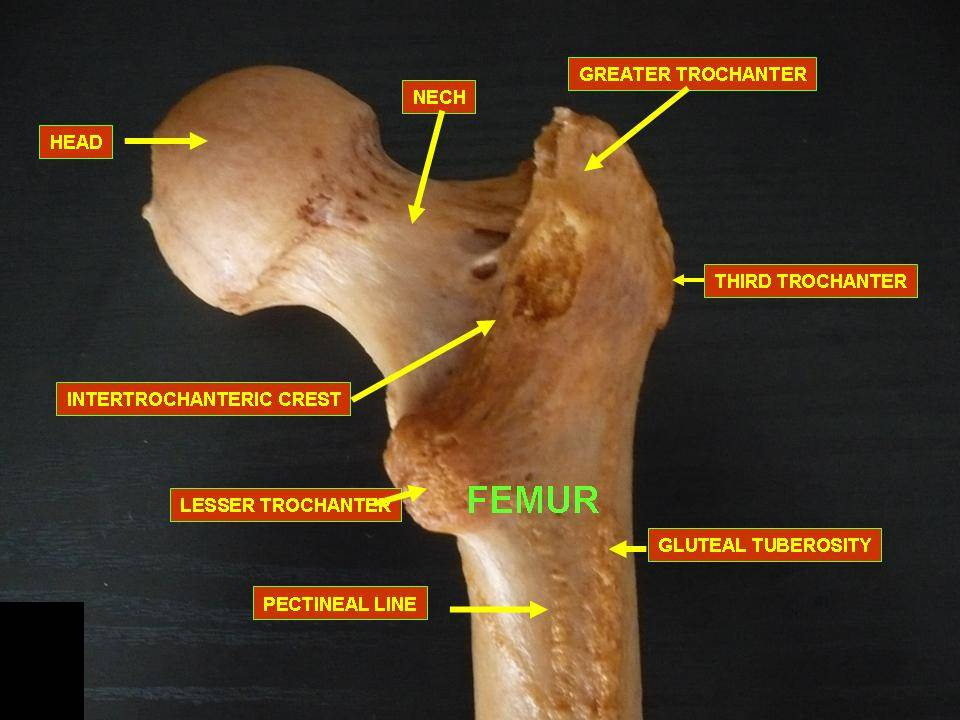
عنق عظم الفخذ الأيمن. عرض من الخلف.
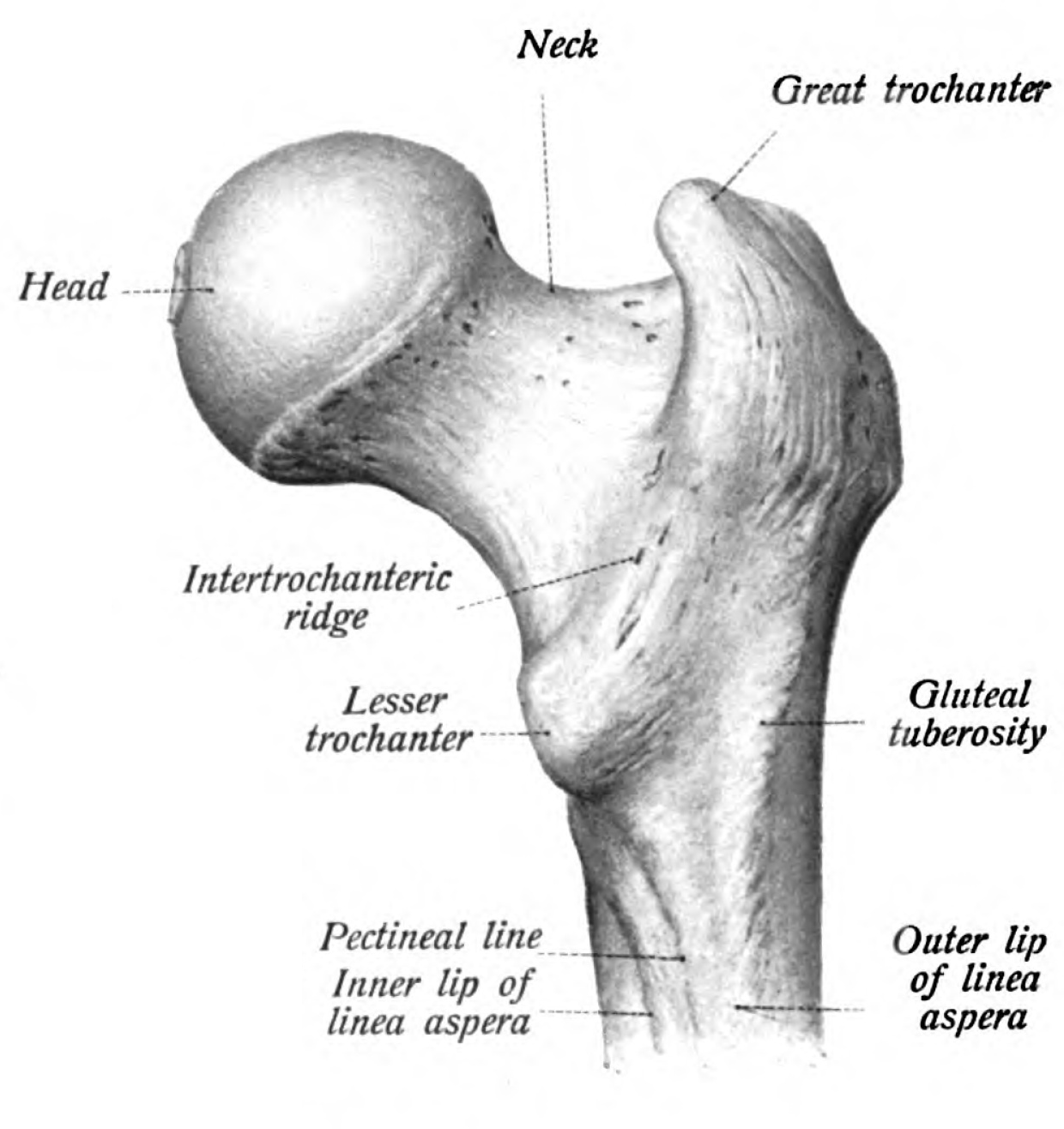
الجزء العُلوي من عظم الفخذ اليُمنى (رأس عظم الفخذ)، رؤية خلفية.